# Cremnoconchus
Cremnoconchus is een geslacht van weekdieren uit de klasse van de Gastropoda (slakken).

## Soorten
- Cremnoconchus agumbensis Reid, Aravind & Madhyastha, 2013
- Cremnoconchus canaliculatus W. T. Blanford, 1870
- Cremnoconchus castanea Reid, Aravind & Madhyastha, 2013
- Cremnoconchus cingulatus Reid, Aravind & Madhyastha, 2013
- Cremnoconchus conicus W. T. Blanford, 1870
- Cremnoconchus dwarakii Reid, Aravind & Madhyastha, 2013
- Cremnoconchus globulus Reid, Aravind & Madhyastha, 2013
- Cremnoconchus hanumani Reid, Aravind & Madhyastha, 2013
- Cremnoconchus syhadrensis (W. T. Blanford, 1863)